# Topografia corneale

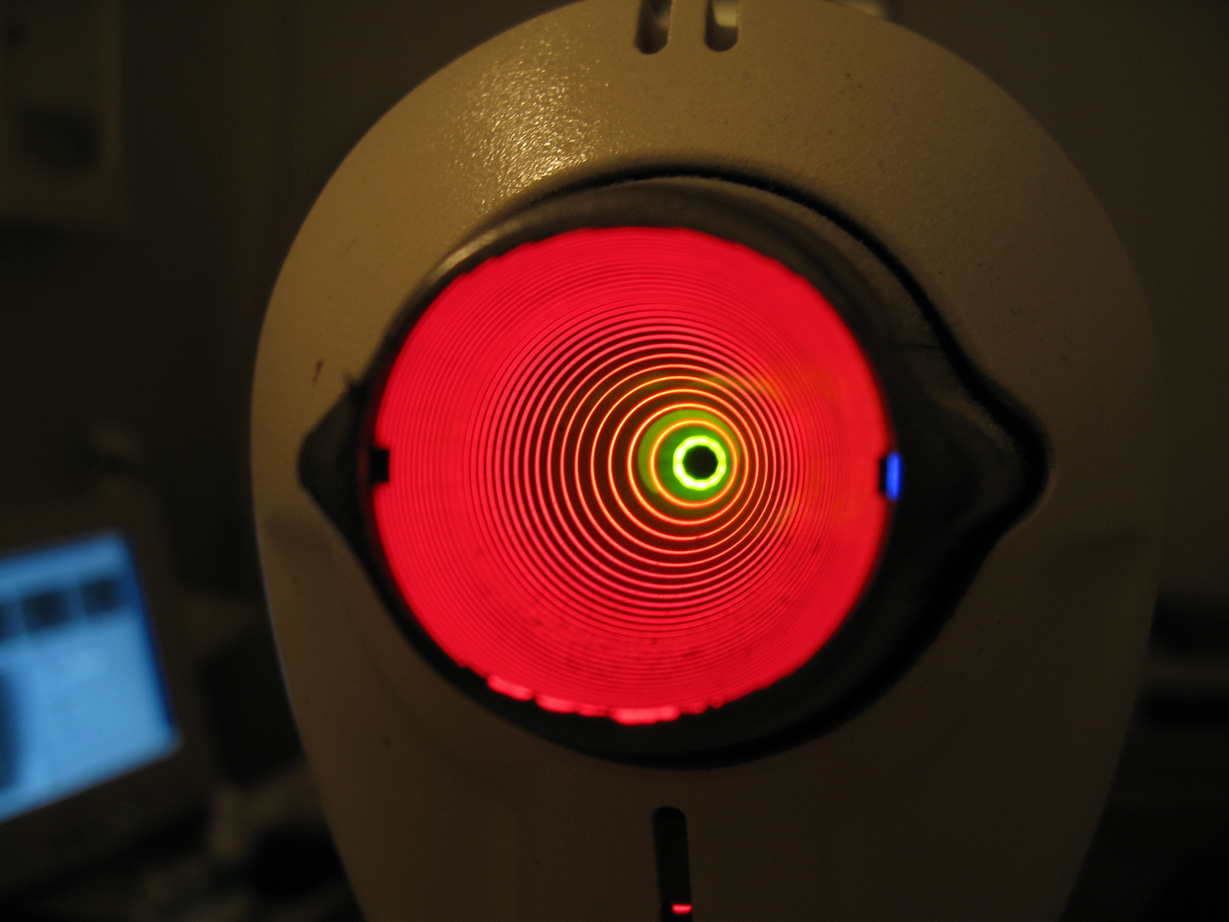
Proiettore di un topografo per l'esecuzione della topografia corneale

La topografia corneale è una tecnica d'esame per la mappatura della superficie anteriore della cornea, la lente trasparente dell'occhio. La superficie anteriore della cornea è normalmente responsabile di circa il 2/3 della capacità refrattiva dell'occhio (essendo tale superficie a contatto con l'aria, il gradiente d'indice di rifrazione dà grande effetto). Il potere diottrico e la regolarità della superficie corneale è fondamentale per la visione ottimale. La topografia corneale è importante indicatore sia per la qualità ottica sia per la salute della cornea.
Solitamente per ottenere un'accurata topografia si sfrutta la riflessione del film lacrimale precorneale. Ponendo un pattern di luci dalla forma e distanza conosciute davanti alla cornea e guardandone il riflesso è possibile notare che questo viene generalmente rimpicciolito e deformato in relazione alla forma della cornea (per la stessa ragione per la quale guardandoci specchiati sulla vernice di un'automobile noteremo la nostra immagine riflessa deformata). Acquisendo il riflesso del pattern di luci proiettato sulla cornea, con una complessa elaborazione digitale, è possibile identificare la forma della cornea stessa grazie alle distorsioni del pattern originale. 

## Il topografo
Il topografo è formato principalmente da un proiettore di un'immagine luminosa (generalmente un Disco di Placido), da una fotocamera digitale, e da un software di elaborazione delle immagini. Perché l'immagine di partenza sia correttamente conosciuta dal software è importante che la distanza tra la cornea sotto analisi e il proiettore delle mire luminose sia fissa e ben determinata.

## Procedura di acquisizione
Il paziente è posto in una posizione comoda che consenta l'immobilità della cornea. Il topografo, dotato di un sistema di movimento controllato, è posto nella corretta posizione, con il proiettore della mira luminosa e la fotocamera puntati verso la cornea. L'immagine viene acquisita e passata ad un computer. Il software presente nel computer elabora l'immagine. L'immagine riflessa viene confrontata con quella ottenuta con una cornea di forma standard (sfera di calibrazione). Il programma coglie le differenze e deriva la forma della particolare cornea sotto analisi.

## Valutazione della topografia

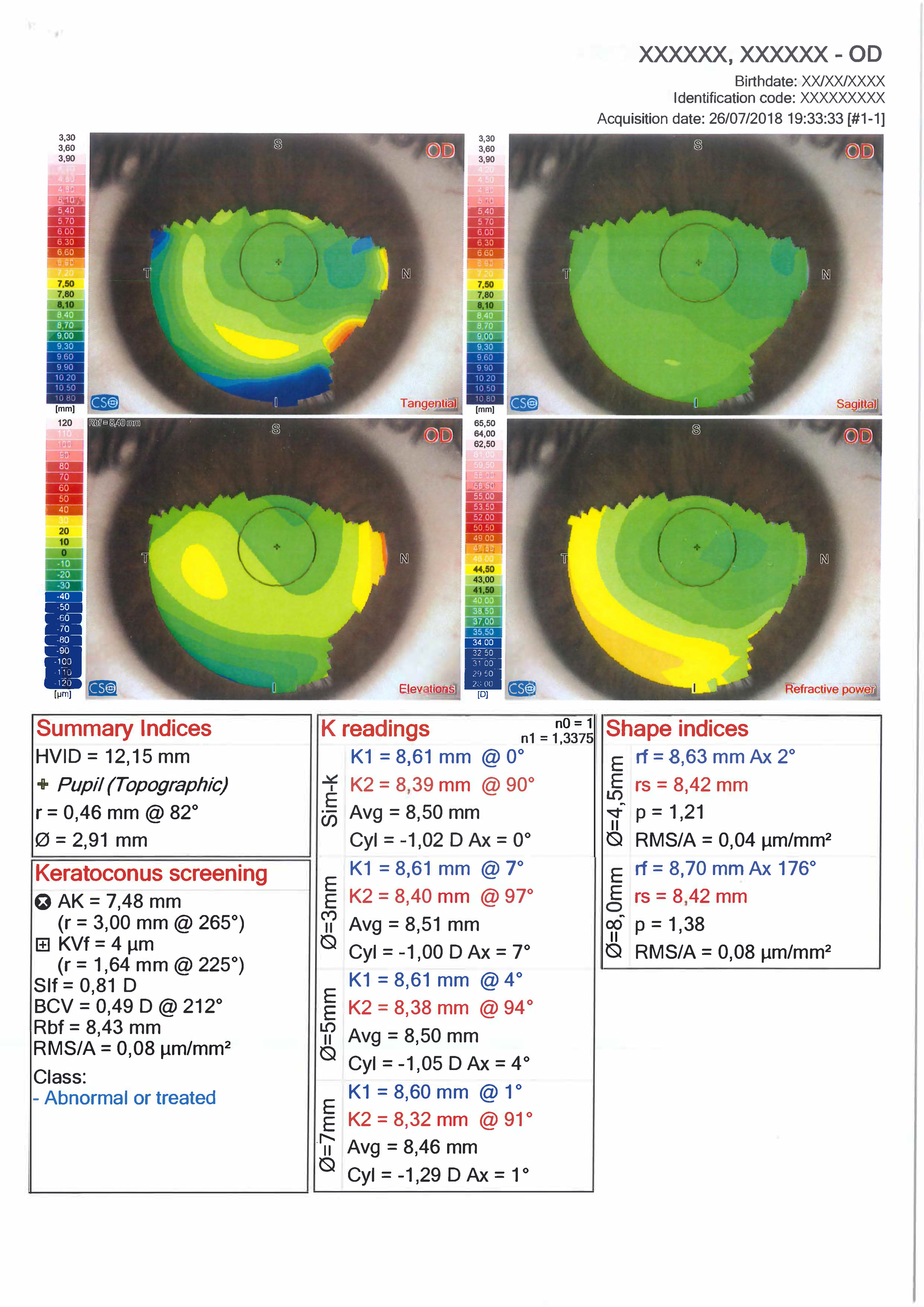
Topografia corneale

I vari software hanno vari modi di rappresentare le cornea del soggetto in esame. Solitamente viene generata una mappa cromatica in cui le parti più piatte sono rappresentate con colori freddi mentre le parti più curve sono rappresentate con colori caldi.
Dal punto di vista clinico vari aspetti sono importanti. Una cornea sana è simmetrica e regolare, leggermente più piatta sull'asse orizzontale che su quello verticale. 
Una forte irregolarità può essere il risultato di un danneggiamento della cornea, derivare da una lente a contatto non adeguata per l'occhio, un trauma, un intervento chirurgico, ecc.
Una forte differenza di curvatura nei 2 assi corneali è detta astigmatismo corneale e produce una distorsione delle immagini correggibile con lenti oftalmiche.
La forma della cornea è importante per la determinazione della lente a contatto più idonea per l'occhio.
Una patologia di cui la topografia è in assoluto il sistema diagnostico d'eccellenza è il cheratocono.